# Бенгтсон, Эрик
Эрик Харальд Бенгтсон (швед. Eric Harald Bengtson; 31 июля 1897, Норра-Врам, коммуна Бьюв — 6 апреля 1948, Евле) — шведский дирижёр и композитор.
Учился в Стокгольмской консерватории, в 1922—1926 гг. совершенствовался в Вене, Париже и Берлине. В 1927—1939 гг. дирижёр и композитор кинокомпании Svensk Filmindustri. Автор музыки ко множеству фильмов, сотрудничал с режиссёрами Густавом Муландером, Густавом Эдгреном, Сигурдом Валленом. В 1936—1946 гг. куратор «Полночных концертов» в стокгольмском Национальном музее. С 1939 г. и до конца жизни возглавлял Симфонический оркестр Евле. Сочинил несколько популярных песен, подписывая их псевдонимом Пьер Леблан (фр. Pierre Leblanc). Умер 6 апреля 1948 года в возрасте 50 лет.